# Verenigde Staten op de Olympische Winterspelen 2022
De Verenigde Staten was een van de deelnemende landen aan de Olympische Winterspelen 2022 in Peking, China.

## Medailleoverzicht
| Sport          | Olympiër(s) | Onderdeel                | Medaille |
| -------------- | --- | ------------------------ | -------- |
| Bobsleeën      | Kaillie Humphries | monobob (v)              | Goud     |
| Freestyleskiën | Alexander Hall | big air (m)              | Goud     |
| Freestyleskiën | Chloe Kim | halfpipe (v)             | Goud     |
| Freestyleskiën | Ashley Caldwell Christopher Lillis Justin Schoenefeld | aerials team             | Goud     |
| Kunstrijden    | Nathan Chen | kunstrijden (m)          | Goud     |
| Kunstrijden    | Nathan Chen Vincent Zhou Karen Chen Alexa Knierim Brandon Frazier Madison Hubbell Zachary Donohue Madison Chock Evan Bates | Landenteam               | Goud     |
| Schaatsen      | Erin Jackson | 500 m (v)                | Goud     |
| Snowboarden    | Lindsey Jacobellis | snowboardcross (v)       | Goud     |
| Snowboarden    | Nick Baumgartner Lindsey Jacobellis | snowboardcross team      | Goud     |
| Alpineskiën    | Ryan Cochran-Siegle | Super G (m)              | Zilver   |
| Bobsleeën      | Elana Meyers Taylor | Monobob (v)              | Zilver   |
| Freestyleskiën | Colby Stevenson | Big air (m)              | Zilver   |
| Freestyleskiën | David Wise | Halfpipe (m)             | Zilver   |
| Freestyleskiën | Jaelin Kauf | Moguls (v)               | Zilver   |
| Freestyleskiën | Nick Goepper | Slopestyle (m)           | Zilver   |
| IJshockey      | Cayla Barnes Megan Bozek Hannah Brandt Dani Cameranesi Alexandra Carpenter Alex Cavallini Jesse Compher Kendall Coyne Schofield Brianna Decker Jincy Dunne Savannah Harmon Caroline Harvey Nicole Hensley Megan Keller Amanda Kessel Hilary Knight Abbey Murphy Kelly Pannek Maddie Rooney Abby Roque Hayley Scamurra Lee Stecklein Grace Zumwinkle | IJshockey (v)            | Zilver   |
| Langlaufen     | Jessie Diggins | 30 km vrije stijl (v)    | Zilver   |
| Snowboarden    | Julia Marino | Slopestyle (v)           | Zilver   |
| Bobsleeën      | Elana Meyers Taylor Sylvia Hoffman | Tweemansbob (v)          | Brons    |
| Freestyleskiën | Megan Nick | Aerials (v)              | Brons    |
| Freestyleskiën | Alex Ferreira | Halfpipe (m)             | Brons    |
| Kunstrijden    | Madison Hubbell Zachary Donohue | IJsdansen                | Brons    |
| Langlaufen     | Jessie Diggins | Sprint (v)               | Brons    |
| Schaatsen      | Brittany Bowe | 1000 m (v)               | Brons    |
| Schaatsen      | Ethan Cepuran Casey Dawson Emery Lehman Joey Mantia | Ploegenachtervolging (m) | Brons    |

## Deelnemers en resultaten

### Alpineskiën
Maximaal vier deelnemers per onderdeel
Mannen
| Naam                | Onderdeel    | 1e run  | 1e run | 2e run         | 2e run         | Totaal         | Totaal         |
| Naam                | Onderdeel    | Tijd    | Rang   | Tijd           | Rang           | Tijd           | Rang           |
| ------------------- | ------------ | ------- | ------ | -------------- | -------------- | -------------- | -------------- |
| Bryce Bennett       | Afdaling     | n.v.t.  | n.v.t. | n.v.t.         | n.v.t.         | 1:44,25        | 19             |
| Bryce Bennett       | Super G      | n.v.t.  | n.v.t. | n.v.t.         | n.v.t.         | 1:21,80        | 17             |
| Ryan Cochran-Siegle | Afdaling     | n.v.t.  | n.v.t. | n.v.t.         | n.v.t.         | 1:43,91        | 14             |
| Ryan Cochran-Siegle | Reuzenslalom | DNF     | DNF    | niet geplaatst | niet geplaatst | niet geplaatst | niet geplaatst |
| Ryan Cochran-Siegle | Super G      | n.v.t.  | n.v.t. | n.v.t.         | n.v.t.         | 1:19,98        | Zilver         |
| Tommy Ford          | Reuzenslalom | 1:05,07 | 19     | 1:07,34        | 7              | 2:12,41        | 12             |
| Travis Ganong       | Afdaling     | n.v.t.  | n.v.t. | n.v.t.         | n.v.t.         | 1:44,39        | 20             |
| Travis Ganong       | Super G      | n.v.t.  | n.v.t. | n.v.t.         | n.v.t.         | 1:21,37        | 12             |
| River Radamus       | Reuzenslalom | 1:03,79 | 9      | 1:07,16        | 5              | 2:10,95        | 4              |
| River Radamus       | Super G      | n.v.t.  | n.v.t. | n.v.t.         | n.v.t.         | 1:21,63        | 15             |
| Luke Winters        | Reuzenslalom | DNF     | DNF    | niet geplaatst | niet geplaatst | niet geplaatst | niet geplaatst |
| Luke Winters        | Slalom       | DNF     | DNF    | niet geplaatst | niet geplaatst | niet geplaatst | niet geplaatst |

Vrouwen
| Naam             | Onderdeel         | 1e run  | 1e run | 2e run | 2e run | Totaal  | Totaal |
| Naam             | Onderdeel         | Tijd    | Rang   | Tijd   | Rang   | Tijd    | Rang   |
| ---------------- | ----------------- | ------- | ------ | ------ | ------ | ------- | ------ |
| Keely Cashman    | Alpine combinatie | 1:33,09 | 7      | DNF    | DNF    | DNF     | DNF    |
| Keely Cashman    | Afdaling          | n.v.t.  | n.v.t. | n.v.t. | n.v.t. | 1:34,13 | 17     |
| Keely Cashman    | Super G           | n.v.t.  | n.v.t. | n.v.t. | n.v.t. | 1:15,99 | 27     |
| Katie Hensien    | Slalom            | 55,43   | 31     | 53,88  | 23     | 1:49,31 | 26     |
| AJ Hurt          | Reuzenslalom      | DNF     | DNF    | DNF    | DNF    | DNF     | DNF    |
| AJ Hurt          | Slalom            | 56,68   | 40     | 55,51  | 34     | 1:52,19 | 34     |
| Tricia Mangan    | Alpine combinatie | 1:35,89 | 20     | 57,05  | 8      | 2:32,94 | 11     |
| Paula Moltzan    | Reuzenslalom      | 59,57   | 17     | 58,50  | 12     | 1:58,07 | 12     |
| Paula Moltzan    | Slalom            | 52,79   | 6      | 53,39  | 20     | 1:46,18 | 8      |
| Nina O'Brien     | Reuzenslalom      | 58,81   | 6      | DQ     | DQ     | DQ      | DQ     |
| Mikaela Shiffrin | Alpine combinatie | 1:32,98 | 5      | DNF    | DNF    | DNF     | DNF    |
| Mikaela Shiffrin | Afdaling          | n.v.t.  | n.v.t. | n.v.t. | n.v.t. | 1:34,36 | 18     |
| Mikaela Shiffrin | Reuzenslalom      | DNF     | DNF    | DNF    | DNF    | DNF     | DNF    |
| Mikaela Shiffrin | Slalom            | DNF     | DNF    | DNF    | DNF    | DNF     | DNF    |
| Mikaela Shiffrin | Super G           | n.v.t.  | n.v.t. | n.v.t. | n.v.t. | 1:14,30 | 9      |
| Jacqueline Wiles | Afdaling          | n.v.t.  | n.v.t. | n.v.t. | n.v.t. | 1:34,60 | 21     |
| Alix Wilkinson   | Afdaling          | n.v.t.  | n.v.t. | n.v.t. | n.v.t. | DNF     | DNF    |
| Alix Wilkinson   | Super G           | n.v.t.  | n.v.t. | n.v.t. | n.v.t. | DNF     | DNF    |
| Isabella Wright  | Alpine combinatie | 1:33,72 | 15     | DNF    | DNF    | DNF     | DNF    |
| Isabella Wright  | Super G           | n.v.t.  | n.v.t. | n.v.t. | n.v.t. | 1:15,37 | 21     |

Gemengd
| Naam                                                    | Onderdeel       | Eerste ronde           | Kwartfinale            | Halve finale           | Finale / BM            | Finale / BM |
| Naam                                                    | Onderdeel       | Tegenstander Resultaat | Tegenstander Resultaat | Tegenstander Resultaat | Tegenstander Resultaat | Rang        |
| ------------------------------------------------------- | --------------- | ---------------------- | ---------------------- | ---------------------- | ---------------------- | ----------- |
| Tommy Ford Paula Moltzan River Radamus Mikaela Shiffrin | Landenwedstrijd | SVK 3 - 1              | ITA 3 - 1              | GER 1 - 3              | NOR 2 - 2              | 4           |

### Biatlon
Mannen
| Naam                                                | Onderdeel     | Tijd                                      | Missers                                                      | Rang |
| --------------------------------------------------- | ------------- | ----------------------------------------- | ------------------------------------------------------------ | ---- |
| Jake Brown                                          | Individueel   | 52:45,4                                   | 2 (0+0+2+0)                                                  | 28   |
| Jake Brown                                          | Sprint        | 26:04,7                                   | 2 (0+2)                                                      | 36   |
| Jake Brown                                          | Achtervolging | 45:14,1                                   | 6 (3+1+2+0)                                                  | 40   |
| Sean Doherty                                        | Individueel   | 53:55,8                                   | 4 (1+1+1+1)                                                  | 42   |
| Sean Doherty                                        | Sprint        | 26:35,2                                   | 4 (1+3)                                                      | 47   |
| Sean Doherty                                        | Achtervolging | 45:38,8                                   | 7 (1+1+3+2)                                                  | 43   |
| Leif Nordgren                                       | Individueel   | 59:29,8                                   | 7 (2+2+1+2)                                                  | 87   |
| Leif Nordgren                                       | Sprint        | 27:31,8                                   | 3 (0+3)                                                      | 83   |
| Paul Schommer                                       | Individueel   | 53:27,6                                   | 3 (0+1+0+2)                                                  | 35   |
| Paul Schommer                                       | Sprint        | 27:13,3                                   | 4 (1+3)                                                      | 74   |
| Sean Doherty Jake Brown Paul Schommer Leif Nordgren | Estafette     | 1:25:33,0 20:47,2 21:11,5 21:21,2 22:13,1 | 16 (1+4+2+9) 5 (0+1+1+3) 4 (0+0+1+3) 2 (0+0+0+2) 5 (1+3+0+1) | 13   |

Vrouwen
| Naam                                              | Onderdeel     | Tijd                                      | Missers                                                      | Rang |
| ------------------------------------------------- | ------------- | ----------------------------------------- | ------------------------------------------------------------ | ---- |
| Susan Dunklee                                     | Individueel   | 51:46,0                                   | 4 (1+1+0+2)                                                  | 63   |
| Susan Dunklee                                     | Sprint        | 22:39,5                                   | 0 (0+0)                                                      | 27   |
| Susan Dunklee                                     | Achtervolging | 40:18,9                                   | 3 (0+0+2+1)                                                  | 40   |
| Clare Egan                                        | Individueel   | 49:08,9                                   | 5 (1+0+3+1)                                                  | 39   |
| Clare Egan                                        | Sprint        | 23:16,4                                   | 3 (1+2)                                                      | 46   |
| Clare Egan                                        | Achtervolging | 40:17,0                                   | 4 (0+0+2+2)                                                  | 38   |
| Deedra Irwin                                      | Individueel   | 45:14,1                                   | 1 (0+0+0+1)                                                  | 7    |
| Deedra Irwin                                      | Sprint        | 23:10,1                                   | 2 (0+2)                                                      | 37   |
| Deedra Irwin                                      | Achtervolging | 41:01,0                                   | 4 (0+0+1+3)                                                  | 47   |
| Deedra Irwin                                      | Massastart    | 43:42,1                                   | 6 (1+3+1+1)                                                  | 23   |
| Joanne Reid                                       | Individueel   | 51:06,3                                   | 5 (0+3+0+2)                                                  | 57   |
| Joanne Reid                                       | Sprint        | 22:54,9                                   | 2 (0+2)                                                      | 34   |
| Joanne Reid                                       | Achtervolging | 39:06,7                                   | 3 (0+0+0+3)                                                  | 29   |
| Susan Dunklee Clare Egan Deedra Irwin Joanne Reid | Estafette     | 1:15:51,3 18:44,8 19:04,1 19:17,1 18:45,3 | 11 (0+2+2+7) 0 (0+0+0+0) 6 (0+2+1+3) 4 (0+0+1+3) 1 (0+0+0+1) | 11   |

Gemengd
| Naam                                                | Onderdeel | Tijd                                      | Missers                                          | Rang |
| --------------------------------------------------- | --------- | ----------------------------------------- | ------------------------------------------------ | ---- |
| Susan Dunklee Clare Egan Sean Doherty Paul Schommer | Estafette | 1:08:58,3 18:52,3 17:38,8 15:27,8 16:59,4 | 13 (1+8+0+4) 5 (0+3+0+2) 1 (0+1+0+0) 6 (1+3+0+2) | 7    |

### Bobsleeën
| Naam                                                           | Onderdeel       | Run 1   | Run 1 | Run 2   | Run 2 | Run 3   | Run 3 | Run 4          | Run 4          | Totaal         | Totaal |
| Naam                                                           | Onderdeel       | Tijd    | Rang  | Tijd    | Rang  | Tijd    | Rang  | Tijd           | Rang           | Tijd           | Rang   |
| -------------------------------------------------------------- | --------------- | ------- | ----- | ------- | ----- | ------- | ----- | -------------- | -------------- | -------------- | ------ |
| Hunter Church * Charlie Volker                                 | Tweemansbob (m) | 1:00,38 | 25    | 1:01,40 | 30    | 1:00,53 | 25    | niet geplaatst | niet geplaatst | niet geplaatst | 27     |
| Hakeem Abdul-Saboor Frank Del Duca *                           | Tweemansbob (m) | 59,87   | 13    | 1:00,22 | 15    | 59,86   | 11    | 1:00,15        | 12             | 4:00,10        | 13     |
| Hunter Church * Kristopher Horn Charlie Volker Josh Williamson | Viermansbob (m) | 58,91   | 11    | 59,70   | 19    | 58,96   | 8     | 59,49          | 13             | 3:57,06        | 10     |
| Hakeem Abdul-Saboor Frank Del Duca * James Reed Carlo Valdes   | Viermansbob (m) | 59,26   | 14    | 59,56   | 15    | 59,39   | 17    | 59,44          | 9              | 3:57,65        | 13     |
|                                                                |                 |         |       |         |       |         |       |                |                |                |        |
| Kaillie Humphries                                              | Monobob (v)     | 1:04,44 | 1     | 1:04,66 | 1     | 1:04,87 | 1     | 1:05,30        | 3              | 4:19,27        | Goud   |
| Elana Meyers Taylor                                            | Monobob (v)     | 1:05,12 | 3     | 1:05,30 | 3     | 1:05,28 | 3     | 1:05,11        | 1              | 4:20,81        | Zilver |
| Kaillie Humphries * Kaysha Love                                | Tweemansbob (v) | 1:01,41 | 4     | 1:01,97 | 9     | 1:01,75 | 6     | 1:01,91        | 8              | 4:07,04        | 7      |
| Elana Meyers Taylor * Sylvia Hoffman                           | Tweemansbob (v) | 1:01,26 | 3     | 1:01,53 | 3     | 1:01,13 | 3     | 1:01,56        | 3              | 4:05,48        | Brons  |

* – Geeft de bestuurder van de slee aan

### Curling
| Team                                                                  | Onderdeel     | Groepsfase     | Groepsfase     | Groepsfase     | Groepsfase     | Groepsfase     | Groepsfase     | Groepsfase     | Groepsfase     | Groepsfase     | Groepsfase | Tiebreaker     | Halve finale   | Finale / BM    | Finale / BM |
| Team                                                                  | Onderdeel     | Opponent Score | Opponent Score | Opponent Score | Opponent Score | Opponent Score | Opponent Score | Opponent Score | Opponent Score | Opponent Score | Rang       | Opponent Score | Opponent Score | Opponent Score | Rang        |
| --------------------------------------------------------------------- | ------------- | -------------- | -------------- | -------------- | -------------- | -------------- | -------------- | -------------- | -------------- | -------------- | ---------- | -------------- | -------------- | -------------- | ----------- |
| John Shuster Chris Plys Matt Hamilton John Landsteiner Colin Hufman   | Mannen        | ROC 6 - 5      | SWE 4 - 7      | GBR 9 - 7      | NOR 6 - 7      | CAN 5 - 10     | CHN 8 - 6      | SUI 7 - 4      | ITA 4 - 10     | DEN 7 - 5      | 4          | n.v.t.         | GBR 4 - 8      | CAN 5 - 8      | 4           |
| Tabitha Peterson Nina Roth Becca Hamilton Tara Peterson Aileen Geving | Vrouwen       | ROC 9 - 3      | DEN 7 - 5      | CHN 8 - 4      | GBR 5 - 10     | SWE 4 - 10     | KOR 8 - 6      | SUI 6 - 9      | CAN 6 - 7      | JPN 7 -10      | 6          | --             | --             | --             | --          |
| Vicky Persinger Chris Plys                                            | Gemengddubbel | AUS 6 – 5      | ITA 4 - 8      | NOR 6 - 11     | SWE 8 - 7      | CHN 7 - 5      | CAN 2 - 7      | CZE 8 - 10     | SUI 5 - 6      | GBR 4 - 8      | 8          | --             | --             | --             | --          |

### Freestyleskiën
Aerials
| Naam                                                  | Onderdeel | Kwalificatie | Kwalificatie | Kwalificatie | Kwalificatie | Finale         | Finale         | Finale         | Finale         | Finale         | Finale   |
| Naam                                                  | Onderdeel | Sprong 1     | Sprong 1     | Sprong 2     | Sprong 2     | Sprong 1       | Sprong 1       | Sprong 2       | Sprong 2       | Sprong 3       | Sprong 3 |
| ----------------------------------------------------- | --------- | ------------ | ------------ | ------------ | ------------ | -------------- | -------------- | -------------- | -------------- | -------------- | -------- |
| Christopher Lillis                                    | Mannen    | 119,91       | 6            | bye          | bye          | 125,67         | 2              | 122,17         | 3              | 103,00         | 6        |
| Eric Loughran                                         | Mannen    | 121,24       | 4            | bye          | bye          | 111,95         | 10             | 90,50          | 11             | niet geplaatst | 12       |
| Justin Schoenefeld                                    | Mannen    | 118,59       | 8            | 105,88       | 5            | 120,36         | 7              | 123,53         | 2              | 106,50         | 5        |
| Ashley Caldwell                                       | Vrouwen   | 101,31       | 2            | bye          | bye          | 103,92         | 1              | 105,60         | 1              | 83,71          | 4        |
| Kaila Kuhn                                            | Vrouwen   | 84,24        | 8            | 86,62        | 3            | 76,49          | 7              | 85,68          | 6              | niet geplaatst | 8        |
| Megan Nick                                            | Vrouwen   | 89,18        | 7            | 85,65        | 2            | 95,17          | 4              | 90,24          | 5              | 93,76          | Brons    |
| Winter Vinecki                                        | Vrouwen   | 78,96        | 13           | 70,56        | 9            | niet geplaatst | niet geplaatst | niet geplaatst | niet geplaatst | niet geplaatst | 15       |
| Ashley Caldwell Christopher Lillis Justin Schoenefeld | Gemengd   | n.v.t.       | n.v.t.       | n.v.t.       | n.v.t.       | 330,55         | 2              | 338,34         | Goud           | n.v.t.         | n.v.t.   |

Big air
| Naam            | Onderdeel | Kwalificatie | Kwalificatie | Kwalificatie | Kwalificatie | Kwalificatie | Finale         | Finale         | Finale         | Finale         | Finale |
| Naam            | Onderdeel | Run 1        | Run 2        | Run 3        | Totaal       | Rang         | Run 1          | Run 2          | Run 3          | Totaal         | Rang   |
| --------------- | --------- | ------------ | ------------ | ------------ | ------------ | ------------ | -------------- | -------------- | -------------- | -------------- | ------ |
| Mac Forehand    | Mannen    | 77,75        | 92,00        | 79,00        | 171,00       | 8            | 60,75          | 19,50          | 42,00          | 80,25          | 11     |
| Nick Goepper    | Mannen    | 78,25        | 49,50        | 21,75        | 127,75       | 22           | niet geplaatst | niet geplaatst | niet geplaatst | niet geplaatst | 22     |
| Alexander Hall  | Mannen    | 87,00        | 90,75        | 89,50        | 180,25       | 2            | 68,25          | 92,50          | 27,00          | 160,75         | 8      |
| Colby Stevenson | Mannen    | 83,75        | 90,50        | 56,00        | 174,25       | 5            | 34,75          | 91,75          | 91,25          | 183,00         | Zilver |
| Caroline Claire | Vrouwen   | 20,00        | 17,25        | DNS          | 20,00        | 24           | niet geplaatst | niet geplaatst | niet geplaatst | niet geplaatst | 24     |
| Marin Hamill    | Vrouwen   | 61,50        | 66,00        | 66,25        | 132,25       | 14           | niet geplaatst | niet geplaatst | niet geplaatst | niet geplaatst | 14     |
| Darian Stevens  | Vrouwen   | 84,75        | 10,00        | 67,25        | 152,00       | 8            | 56,75          | 50,75          | 18,25          | 75,00          | 11     |
| Maggie Voisin   | Vrouwen   | 16,25        | 60,00        | 68,00        | 128,00       | 15           | niet geplaatst | niet geplaatst | niet geplaatst | niet geplaatst | 15     |

Halfpipe
| Naam             | Onderdeel | Kwalificatie | Kwalificatie | Kwalificatie | Kwalificatie | Finale         | Finale         | Finale         | Finale         | Finale |
| Naam             | Onderdeel | Run 1        | Run 2        | Beste        | Rang         | Run 1          | Run 2          | Run 3          | Beste          | Rang   |
| ---------------- | --------- | ------------ | ------------ | ------------ | ------------ | -------------- | -------------- | -------------- | -------------- | ------ |
| Aaron Blunck     | Mannen    | 26,25        | 92,00        | 92,00        | 1            | 70,25          | 78,25          | 13,50          | 78,25          | 7      |
| Alex Ferreira    | Mannen    | 84,25        | 69,50        | 84,25        | 7            | 86,75          | 83,75          | 67,75          | 86,75          | Brons  |
| Birk Irving      | Mannen    | 83,25        | 89,75        | 89,75        | 3            | 80,00          | 32,50          | 48,00          | 80,00          | 5      |
| David Wise       | Mannen    | 88,75        | 89,00        | 89,00        | 4            | 90,75          | 7,75           | 40,00          | 90,75          | Zilver |
| Hannah Faulhaber | Vrouwen   | 84,25        | 82,00        | 84,25        | 9            | 85,25          | 84,50          | 19,00          | 85,25          | 6      |
| Devin Logan      | Vrouwen   | 71,00        | 62,00        | 71,00        | 13           | niet geplaatst | niet geplaatst | niet geplaatst | niet geplaatst | 13     |
| Carly Margulies  | Vrouwen   | 79,00        | 82,25        | 82,25        | 10           | 24,75          | 1,75           | 61,00          | 61,00          | 11     |
| Brita Sigourney  | Vrouwen   | 80,50        | 84,50        | 84,50        | 8            | 70,75          | 60,00          | 12,25          | 70,75          | 10     |

Moguls
| Naam           | Onderdeel | Kwalificatie | Kwalificatie | Kwalificatie | Kwalificatie | Kwalificatie | Kwalificatie | Kwalificatie | Kwalificatie | Finale         | Finale         | Finale         | Finale         | Finale         | Finale         | Finale         | Finale         | Finale         | Finale         | Finale         | Finale |
| Naam           | Onderdeel | Run 1        | Run 1        | Run 1        | Run 1        | Run 2        | Run 2        | Run 2        | Run 2        | Run 1          | Run 1          | Run 1          | Run 1          | Run 2          | Run 2          | Run 2          | Run 2          | Run 3          | Run 3          | Run 3          | Run 3  |
| Naam           | Onderdeel | Tijd         | Score        | Totaal       | Rang         | Tijd         | Score        | Totaal       | Rang         | Tijd           | Score          | Totaal         | Rang           | Tijd           | Score          | Totaal         | Rang           | Tijd           | Score          | Totaal         | Rang   |
| -------------- | --------- | ------------ | ------------ | ------------ | ------------ | ------------ | ------------ | ------------ | ------------ | -------------- | -------------- | -------------- | -------------- | -------------- | -------------- | -------------- | -------------- | -------------- | -------------- | -------------- | ------ |
| Cole McDonald  | Mannen    | 25,41        | 61,78        | 76,27        | 5            | bye          | bye          | bye          | bye          | 25,29          | 61,13          | 75,78          | 14             | niet geplaatst | niet geplaatst | niet geplaatst | niet geplaatst | niet geplaatst | niet geplaatst | niet geplaatst | 14     |
| Nick Page      | Mannen    | 24,36        | 54,83        | 70,71        | 21           | 25,30        | 62,72        | 77,36        | 3            | 25,98          | 63,06          | 76,80          | 10             | 25,63          | 62,72          | 76,92          | 6              | 25,68          | 64,66          | 78,90          | 5      |
| Dylan Walczyk  | Mannen    | 25,03        | 60,87        | 75,86        | 10           | bye          | bye          | bye          | bye          | 25,13          | 60,27          | 75,13          | 16             | niet geplaatst | niet geplaatst | niet geplaatst | niet geplaatst | niet geplaatst | niet geplaatst | niet geplaatst | 16     |
| Bradley Wilson | Mannen    | DNF          | DNF          | DNF          | DNF          | 25,29        | 58,29        | 72,94        | 15           | niet geplaatst | niet geplaatst | niet geplaatst | niet geplaatst | niet geplaatst | niet geplaatst | niet geplaatst | niet geplaatst | niet geplaatst | niet geplaatst | niet geplaatst | 25     |
| Olivia Giaccio | Vrouwen   | 29,56        | 63,42        | 78,11        | 4            | bye          | bye          | bye          | bye          | 29,73          | 63,87          | 78,37          | 5              | 29,50          | 62,81          | 77,57          | 6              | 29,60          | 60,97          | 75,61          | 6      |
| Jaelin Kauf    | Vrouwen   | 26,97        | 61,54        | 79,15        | 3            | bye          | bye          | bye          | bye          | 27,00          | 61,75          | 79,32          | 4              | 26,49          | 61,97          | 80,12          | 2              | 26,37          | 62,00          | 80,28          | Zilver |
| Kai Owens      | Vrouwen   | DNS          | DNS          | DNS          | DNS          | 29,67        | 55,36        | 69,92        | 8            | 28,34          | 59,20          | 75,26          | 6              | 28,54          | 49,65          | 65,49          | 10             | niet geplaatst | niet geplaatst | niet geplaatst | 10     |
| Hannah Soar    | Vrouwen   | 29,25        | 59,49        | 74,53        | 7            | bye          | bye          | bye          | bye          | 29,70          | 59,17          | 73,70          | 11             | 28,95          | 59,78          | 75,16          | 7              | niet geplaatst | niet geplaatst | niet geplaatst | 7      |

Skicross
| Naam           | Onderdeel | Kwalificatie | Kwalificatie | Achtste finale | Kwartfinale    | Halve finale   | Finale         |
| Naam           | Onderdeel | Tijd         | Rang         | Rang           | Rang           | Rang           | Rang           |
| -------------- | --------- | ------------ | ------------ | -------------- | -------------- | -------------- | -------------- |
| Tyler Wallasch | Mannen    | 1:13,55      | 24           | 4              | niet geplaatst | niet geplaatst | niet geplaatst |

Slopestyle
| Naam            | Onderdeel | Kwalificatie | Kwalificatie | Kwalificatie | Kwalificatie | Finale         | Finale         | Finale         | Finale         | Finale         |
| Naam            | Onderdeel | Run 1        | Run 2        | Beste        | Rang         | Run 1          | Run 2          | Run 3          | Beste          | Rang           |
| --------------- | --------- | ------------ | ------------ | ------------ | ------------ | -------------- | -------------- | -------------- | -------------- | -------------- |
| Mac Forehand    | Mannen    | 51,21        | 37,80        | 51,21        | 20           | niet geplaatst | niet geplaatst | niet geplaatst | niet geplaatst | 20             |
| Nick Goepper    | Mannen    | 82,51        | 80,23        | 82,51        | 3            | 45,75          | 86,48          | 53,45          | 86,48          | Zilver         |
| Alexander Hall  | Mannen    | 79,13        | 40,60        | 79,13        | 5            | 90,01          | 86,38          | 31,41          | 90,01          | Goud           |
| Colby Stevenson | Mannen    | 78,01        | 35,80        | 78,01        | 6            | 77,41          | 41,73          | 55,18          | 77,41          | 7              |
| Caroline Claire | Vrouwen   | DNS          | DNS          | DNS          | DNS          | niet geplaatst | niet geplaatst | niet geplaatst | niet geplaatst | niet geplaatst |
| Marin Hamill    | Vrouwen   | 69,43        | 37,36        | 69,43        | 7            | DNS            | DNS            | DNS            | DNS            | 12             |
| Darian Stevens  | Vrouwen   | 6,18         | 50,01        | 50,01        | 18           | niet geplaatst | niet geplaatst | niet geplaatst | niet geplaatst | 18             |
| Maggie Voisin   | Vrouwen   | 72,78        | 65,93        | 72,78        | 4            | 35,48          | 74,28          | 66,03          | 74,28          | 5              |

### IJshockey
| Onderdeel | Groepsfase     | Groepsfase     | Groepsfase     | Groepsfase     | Groepsfase | Play-off       | Kwartfinale    | Halve finale   | Finale / BM    | Finale / BM    |
| Onderdeel | Opponent Score | Opponent Score | Opponent Score | Opponent Score | Rang       | Opponent Score | Opponent Score | Opponent Score | Opponent Score | Rang           |
| --------- | -------------- | -------------- | -------------- | -------------- | ---------- | -------------- | -------------- | -------------- | -------------- | -------------- |
| Mannen    | CHN 8-0        | CAN 2-4        | GER 3-2        | n.v.t.         | 1          | bye            | SVK 2-3        | niet geplaatst | niet geplaatst | niet geplaatst |
| Vrouwen   | FIN 2-5        | ROC 5-0        | SUI 0-8        | CAN 2-4        | 2          | n.v.t.         | CZE 4-1        | FIN 4-1        | CAN 3-2        | Zilver         |

| Olympiër | Onderdeel | Resultaat   |  |
| --- | --------- | ----------- |  |
| Nick Abruzzese Kenny Agostino Matty Beniers Brendan Brisson Noah Cates Sean Farrell Sam Hentges Matthew Knies Marc McLaughlin Ben Meyers Andy Miele Brian O’Neill Nick Shore Nathan Smith Brian Cooper Brock Faber Drew Helleson Steven Kampfer Aaron Ness Nick Perbix Jake Sanderson David Warsofsky Drew Commesso Strauss Mann Pat Nagle          | mannen    | kwartfinale |  |
| |           |             |  |
| Cayla Barnes Megan Bozek Hannah Brandt Dani Cameranesi Alexandra Carpenter Alex Cavallini Jesse Compher Kendall Coyne Schofield Brianna Decker Jincy Dunne Savannah Harmon Caroline Harvey Nicole Hensley Megan Keller Amanda Kessel Hilary Knight Abbey Murphy Kelly Pannek Maddie Rooney Abby Roque Hayley Scamurra Lee Stecklein Grace Zumwinkle | vrouwen   | Zilver      |  |

### Kunstrijden
Individueel
| Naam         | Onderdeel | KK     | KK   | VK             | VK             | Totaal         | Totaal         |
| Naam         | Onderdeel | Score  | Rang | Score          | Rang           | Score          | Rang           |
| ------------ | --------- | ------ | ---- | -------------- | -------------- | -------------- | -------------- |
| Jason Brown  | Mannen    | 97,24  | 6    | 184,00         | 6              | 281,24         | 6              |
| Nathan Chen  | Mannen    | 113,97 | 1    | 218,63         | 1              | 332,60         | Goud           |
| Vincent Zhou | Mannen    | DNS    | DNS  | niet geplaatst | niet geplaatst | niet geplaatst | niet geplaatst |
| Mariah Bell  | Vrouwen   | 65,38  | 11   | 136,92         | 8              | 202,30         | 10             |
| Karen Chen   | Vrouwen   | 64,11  | 13   | 115,82         | 17             | 179,93         | 16             |
| Alysa Liu    | Vrouwen   | 69,50  | 8    | 139,45         | 7              | 208,95         | 7              |

Gemengd
| Naam                              | Onderdeel | KK    | KK   | VK     | VK   | Totaal | Totaal |
| Naam                              | Onderdeel | Score | Rang | Score  | Rang | Score  | Rang   |
| --------------------------------- | --------- | ----- | ---- | ------ | ---- | ------ | ------ |
| Ashley Cain-Gribble Timothy LeDuc | Paren     | 74,13 | 7    | 123,92 | 9    | 198,05 | 8      |
| Alexa Knierim Brandon Frazier     | Paren     | 74,23 | 6    | 138,45 | 7    | 212,68 | 6      |
| Madison Chock Evan Bates          | IJsdansen | 84,14 | 4    | 130,63 | 4    | 214,77 | 4      |
| Kaitlin Hawayek Jean-Luc Baker    | IJsdansen | 74,58 | 11   | 115,16 | 10   | 189,74 | 11     |
| Madison Hubbell Zachary Donohue   | IJsdansen | 87,13 | 3    | 130,89 | 3    | 218,02 | Brons  |

Team
| Naam | Onderdeel  | Korte kür       | Korte kür       | Korte kür       | Korte kür       | Korte kür | Korte kür | Vrije kür       | Vrije kür       | Vrije kür       | Vrije kür       | Vrije kür | Vrije kür |
| Naam | Onderdeel  | Mannen          | Vrouwen         | Paren           | IJsdansen       | Totaal    | Totaal    | Mannen          | Vrouwen         | Paren           | IJsdansen       | Totaal    | Totaal    |
| Naam | Onderdeel  | Score Teamscore | Score Teamscore | Score Teamscore | Score Teamscore | Score     | Rang      | Score Teamscore | Score Teamscore | Score Teamscore | Score Teamscore | Score     | Rang      |
| --- | ---------- | --------------- | --------------- | --------------- | --------------- | --------- | --------- | --------------- | --------------- | --------------- | --------------- | --------- | --------- |
| Nathan Chen Vincent Zhou Karen Chen Alexa Knierim Brandon Frazier Madison Hubbell Zachary Donohue Madison Chock Evan Bates | Landenteam | 10 (111,71)     | 6 (65,20)       | 8 (75,00)       | 10 (86,56)      | 34        | 2         | 8 (171,44)      | 7 (131,52)      | 6 (128,97)      | 10 (129,07)     | 65        | Goud      |

### Langlaufen
Maximaal vier deelnemers per onderdeel
Lange afstanden
Mannen
| Naam                                                   | Onderdeel             | Uitslag                                   | Uitslag |
| Naam                                                   | Onderdeel             | Tijd                                      | Rang    |
| ------------------------------------------------------ | --------------------- | ----------------------------------------- | ------- |
| Scott Patterson                                        | 15 km klassieke stijl | 41:23,1                                   | 38      |
| Scott Patterson                                        | 30 km skiatlon        | 1:20:10,0                                 | 11      |
| Scott Patterson                                        | 50 km vrije stijl     | 1:12:06,6                                 | 8       |
| JC Schoonmaker                                         | 15 km klassieke stijl | 43:31,6                                   | 66      |
| Gus Schumacher                                         | 15 km klassieke stijl | 41:53,4                                   | 48      |
| Gus Schumacher                                         | 30 km skiatlon        | 1:25:14,3                                 | 39      |
| Luke Jager Scott Patterson Gus Schumacher Kevin Bolger | 4×10 km estafette     | 2:02:56,3 32:53,7 31:16,2 29:03,4 29:43,0 | 9       |

Vrouwen
| Naam                                                     | Onderdeel             | Uitslag                                 | Uitslag |
| Naam                                                     | Onderdeel             | Tijd                                    | Rang    |
| -------------------------------------------------------- | --------------------- | --------------------------------------- | ------- |
| Rosie Brennan                                            | 10 km klassieke stijl | 29:28,6                                 | 13      |
| Rosie Brennan                                            | 15 km skiatlon        | 47:05,4                                 | 14      |
| Rosie Brennan                                            | 30 km vrije stijl     | 1:27:32,7                               | 6       |
| Jessie Diggins                                           | 10 km klassieke stijl | 29:15,1                                 | 8       |
| Jessie Diggins                                           | 15 km skiatlon        | 45:04,2                                 | 6       |
| Jessie Diggins                                           | 30 km vrije stijl     | 1:26:37,3                               | Zilver  |
| Julia Kern                                               | 15 km skiatlon        | 52:05,5                                 | 53      |
| Sophia Laukli                                            | 30 km vrije stijl     | 1:31:21,2                               | 15      |
| Novie McCabe                                             | 10 km klassieke stijl | 30:34,9                                 | 24      |
| Novie McCabe                                             | 30 km vrije stijl     | 1:31:22,5                               | 18      |
| Hailey Swirbul                                           | 10 km klassieke stijl | 31:05,3                                 | 32      |
| Hailey Swirbul                                           | 15 km skiatlon        | 49:42,5                                 | 40      |
| Hailey Swirbul Rosie Brennan Novie McCabe Jessie Diggins | 4×5 km estafette      | 55:09,2 14:46,0 14:13,8 12:59,7 13:09,7 | 6       |

Sprint
Mannen
| Naam                     | Onderdeel  | Kwalificatie | Kwalificatie | Kwartfinales | Kwartfinales | Halve finales  | Halve finales  | Finale         | Finale         |
| Naam                     | Onderdeel  | Tijd         | Rang         | Tijd         | Rang         | Tijd           | Rang           | Tijd           | Rang           |
| ------------------------ | ---------- | ------------ | ------------ | ------------ | ------------ | -------------- | -------------- | -------------- | -------------- |
| Kevin Bolger             | Sprint     | 2:52,50      | 22           | 2:58,54      | 4            | niet geplaatst | niet geplaatst | niet geplaatst | niet geplaatst |
| Luke Jager               | Sprint     | 2:54,44      | 30           | 2:59,14      | 5            | niet geplaatst | niet geplaatst | niet geplaatst | niet geplaatst |
| Ben Ogden                | Sprint     | 2:52,21      | 19           | 2:53,00      | 4            | 2:53,41        | 6              | niet geplaatst | niet geplaatst |
| JC Schoonmaker           | Sprint     | 2:51,15      | 13           | 2:58,13      | 3            | niet geplaatst | niet geplaatst | niet geplaatst | niet geplaatst |
| Ben Ogden JC Schoonmaker | Teamsprint | n.v.t.       | n.v.t.       | n.v.t.       | n.v.t.       | 20:11,42       | 6              | 20:28,07       | 9              |

Vrouwen
| Naam                         | Onderdeel  | Kwalificatie | Kwalificatie | Kwartfinales   | Kwartfinales   | Halve finales  | Halve finales  | Finale         | Finale         |
| Naam                         | Onderdeel  | Tijd         | Rang         | Tijd           | Rang           | Tijd           | Rang           | Tijd           | Rang           |
| ---------------------------- | ---------- | ------------ | ------------ | -------------- | -------------- | -------------- | -------------- | -------------- | -------------- |
| Rosie Brennan                | Sprint     | 3:14,83      | 2            | 3:17,90        | 2              | 3:13,29        | 4              | 3:14,17        | 4              |
| Jessie Diggins               | Sprint     | 3:17,72      | 5            | 3:16,30        | 1              | 3:15,63        | 2              | 3:12,84        | Brons          |
| Hannah Halvorsen             | Sprint     | 3:29,13      | 43           | niet geplaatst | niet geplaatst | niet geplaatst | niet geplaatst | niet geplaatst | niet geplaatst |
| Julia Kern                   | Sprint     | 3:20,69      | 14           | 3:21,68        | 4              | niet geplaatst | niet geplaatst | niet geplaatst | niet geplaatst |
| Rosie Brennan Jessie Diggins | Teamsprint | n.v.t.       | n.v.t.       | n.v.t.         | n.v.t.         | 23:06,11       | 2              | 22:22,78       | 5              |

### Noordse combinatie
Maximaal vier deelnemers per onderdeel
| Naam                                                 | Onderdeel                  | Schansspringen          | Schansspringen              | Schansspringen | Langlaufen                              | Langlaufen | Totaal  | Totaal |
| Naam                                                 | Onderdeel                  | Afstand                 | Punten                      | Rang           | Tijd                                    | Rang       | Tijd    | Rang   |
| ---------------------------------------------------- | -------------------------- | ----------------------- | --------------------------- | -------------- | --------------------------------------- | ---------- | ------- | ------ |
| Taylor Fletcher                                      | Normale schans + 10 km     | 86,5                    | 83,3                        | 34             | 24:31,9                                 | 6          | 27:50,9 | 24     |
| Taylor Fletcher                                      | Grote schans + 10 km       | 117,0                   | 81,2                        | 35             | 25:42,7                                 | 5          | 29:36,7 | 23     |
| Jasper Good                                          | Grote schans + 10 km       | 115,5                   | 79,8                        | 36             | 27:32,9                                 | 32         | 31:32,9 | 34     |
| Ben Loomis                                           | Normale schans + 10 km     | 94,5                    | 105,6                       | 17             | 25:07,8                                 | 16         | 26:57,8 | 15     |
| Ben Loomis                                           | Grote schans + 10 km       | 129,0                   | 103,4                       | 17             | 26:51,2                                 | 19         | 29:17,2 | 19     |
| Stephen Schumann                                     | Normale schans + 10 km     | 88,5                    | 86,4                        | 33             | 24:46,4                                 | 8          | 27:52,4 | 25     |
| Jared Shumate                                        | Normale schans + 10 km     | 93,5                    | 99,2                        | 24             | 24:55,0                                 | 13         | 27:10,0 | 19     |
| Jared Shumate                                        | Grote schans + 10 km       | 127,5                   | 101,3                       | 19             | 26:24,5                                 | 13         | 28:58,5 | 17     |
| Taylor Fletcher Ben Loomis Jasper Good Jared Shumate | Team grote schans + 4×5 km | 113,0 129,0 114,5 128,0 | 387,1 85,0 113,1 80,9 108,1 | 7              | 51:09,1 12:16,3 12:52,3 13:07,4 12:53,1 | 2          | 53:07,1 | 6      |

### Rodelen
Individueel
| Naam               | Onderdeel | Run 1    | Run 1 | Run 2    | Run 2 | Run 3  | Run 3 | Run 4          | Run 4          | Totaal         | Totaal |
| Naam               | Onderdeel | Tijd     | Rang  | Tijd     | Rang  | Tijd   | Rang  | Tijd           | Rang           | Tijd           | Rang   |
| ------------------ | --------- | -------- | ----- | -------- | ----- | ------ | ----- | -------------- | -------------- | -------------- | ------ |
| Johnny Gustafson   | Mannen    | 57,845   | 13    | 59,330   | 27    | 58,496 | 20    | 58,275         | 18             | 3:53,946       | 19     |
| Chris Mazdzer      | Mannen    | 57,780   | 10    | 58,039   | 9     | 57,779 | 10    | 57,779         | 10             | 3:51,377       | 8      |
| Tucker West        | Mannen    | 58,079   | 15    | 57,831   | 8     | 58,534 | 21    | 57,916         | 13             | 3:52,360       | 13     |
| Summer Britcher    | Vrouwen   | 1:00,986 | 27    | 59,156   | 15    | 59,152 | 20    | niet geplaatst | niet geplaatst | niet geplaatst | 23     |
| Ashley Farquharson | Vrouwen   | 59,972   | 26    | 59,024   | 8     | 58,768 | 8     | 58,643         | 7              | 3:56,407       | 12     |
| Emily Sweeney      | Vrouwen   | 58,971   | 10    | 1:02,439 | 32    | 58,882 | 12    | niet geplaatst | niet geplaatst | niet geplaatst | 26     |

Gemengd
| Naam                                                                 | Onderdeel | Run 1                      | Run 1 | Run 2  | Run 2  | Run 3  | Run 3  | Totaal   | Totaal |
| Naam                                                                 | Onderdeel | Tijd                       | Rang  | Tijd   | Rang   | Tijd   | Rang   | Tijd     | Rang   |
| -------------------------------------------------------------------- | --------- | -------------------------- | ----- | ------ | ------ | ------ | ------ | -------- | ------ |
| Zack DiGregorio Sean Hollander                                       | Dubbels   | 59,389                     | 12    | 59,126 | 10     | n.v.t. | n.v.t. | 1:58,515 | 11     |
| Ashley Farquharson Chris Mazdzer Zachary DiGregorio / Sean Hollander | Estafette | 1:00,332 1:02,077 1:03,332 | 4 6 9 | n.v.t. | n.v.t. | n.v.t. | n.v.t. | 3:05,741 | 7      |

### Schaatsen
Mannen
| Naam          | Onderdeel | Uitslag | Uitslag |
| Naam          | Onderdeel | Tijd    | Rang    |
| ------------- | --------- | ------- | ------- |
| Ethan Cepuran | 5000 m    | 6:25,97 | 17      |
| Casey Dawson  | 1500 m    | 1:49,45 | 28      |
| Austin Kleba  | 500 m     | 35,50   | 27      |
| Austin Kleba  | 1000 m    | 1:10,57 | 29      |
| Emery Lehman  | 1500 m    | 1:45,78 | 11      |
| Emery Lehman  | 5000 m    | 6:21,80 | 16      |
| Joey Mantia   | 1500 m    | 1:45,26 | 6       |
| Jordan Stolz  | 500 m     | 34,85   | 13      |
| Jordan Stolz  | 1000 m    | 1:09,12 | 14      |

Vrouwen
| Naam                   | Onderdeel | Uitslag | Uitslag |
| Naam                   | Onderdeel | Tijd    | Rang    |
| ---------------------- | --------- | ------- | ------- |
| Brittany Bowe          | 500 m     | 38,04   | 16      |
| Brittany Bowe          | 1000 m    | 1:14,61 | Brons   |
| Brittany Bowe          | 1500 m    | 1:55,81 | 10      |
| Mia Kilburg-Manganello | 1500 m    | 1:59,11 | 20      |
| Mia Kilburg-Manganello | 3000 m    | 4:13,42 | 19      |
| Kimi Goetz             | 500 m     | 38,25   | 18      |
| Kimi Goetz             | 1000 m    | 1:15,40 | 7       |
| Erin Jackson           | 500 m     | 37,04   | Goud    |

Massastart
| Naam                   | Onderdeel | Halve finale | Halve finale | Halve finale | Finale         | Finale         | Finale         |
| Naam                   | Onderdeel | Punten       | Tijd         | Rang         | Punten         | Tijd           | Rang           |
| ---------------------- | --------- | ------------ | ------------ | ------------ | -------------- | -------------- | -------------- |
| Joey Mantia            | Mannen    | 6            | 7:44,37      | 7            | 10             | 7:47,19        | 4              |
| Ian Quinn              | Mannen    | 0            | 7:58,03      | 13           | niet geplaatst | niet geplaatst | niet geplaatst |
| Giorgia Birkeland      | Vrouwen   | 3            | 8:34,446     | 6            | 0              | 8:18,10        | 12             |
| Mia Kilburg-Manganello | Vrouwen   | 10           | 8:29,93      | 4            | 10             | 8:16,15        | 4              |

Ploegenachtervolging
| Naam                                                | Onderdeel | Kwartfinale       | Kwartfinale | Halve finale      | Halve finale | Finale            | Finale |
| Naam                                                | Onderdeel | Tegenstander Tijd | Rang        | Tegenstander Tijd | Rang         | Tegenstander Tijd | Rang   |
| --------------------------------------------------- | --------- | ----------------- | ----------- | ----------------- | ------------ | ----------------- | ------ |
| Ethan Cepuran Casey Dawson Emery Lehman Joey Mantia | Mannen    | NOR 3:37,51       | 2           | RUS 3:37,05       | 2            | NED 3:38,81       | Brons  |

### Schansspringen
Mannen
| Naam                                                     | Onderdeel       | Kwalificatie | Kwalificatie | Kwalificatie | Eerste ronde           | Eerste ronde              | Eerste ronde   | Finaleronde    | Finaleronde    | Finaleronde    | Totaal         | Totaal |
| Naam                                                     | Onderdeel       | Afstand      | Score        | Rang         | Afstand                | Score                     | Rang           | Afstand        | Score          | Rang           | Score          | Rang   |
| -------------------------------------------------------- | --------------- | ------------ | ------------ | ------------ | ---------------------- | ------------------------- | -------------- | -------------- | -------------- | -------------- | -------------- | ------ |
| Kevin Bickner                                            | Normale schans  | 78,0         | 61,8         | 43           | 95,0                   | 108,1                     | 43             | niet geplaatst | niet geplaatst | niet geplaatst | niet geplaatst | 43     |
| Kevin Bickner                                            | Grote schans    | 110,5        | 84,3         | 45           | 125,0                  | 110,0                     | 39             | niet geplaatst | niet geplaatst | niet geplaatst | niet geplaatst | 39     |
| Decker Dean                                              | Normale schans  | 81,0         | 66,6         | 42           | 90,0                   | 106,6                     | 44             | niet geplaatst | niet geplaatst | niet geplaatst | niet geplaatst | 44     |
| Decker Dean                                              | Grote schans    | 112,0        | 94,9         | 38           | 120,0                  | 100,9                     | 45             | niet geplaatst | niet geplaatst | niet geplaatst | niet geplaatst | 45     |
| Patrick Gasienica                                        | Normale schans  | 81,5         | 61,2         | 44           | 87,0                   | 89,8                      | 49             | niet geplaatst | niet geplaatst | niet geplaatst | niet geplaatst | 49     |
| Patrick Gasienica                                        | Grote schans    | 101,5        | 63,6         | 53           | niet geplaatst         | niet geplaatst            | niet geplaatst | niet geplaatst | niet geplaatst | niet geplaatst | niet geplaatst | 53     |
| Casey Larson                                             | Normale schans  | 79,0         | 69,8         | 41           | 96,5                   | 113,2                     | 39             | niet geplaatst | niet geplaatst | niet geplaatst | niet geplaatst | 39     |
| Casey Larson                                             | Grote schans    | 116,5        | 89,2         | 43           | 123,0                  | 107,5                     | 43             | niet geplaatst | niet geplaatst | niet geplaatst | niet geplaatst | 43     |
| Decker Dean Patrick Gasienica Kevin Bickner Casey Larson | Landenwedstrijd | n.v.t.       | n.v.t.       | n.v.t.       | 92,5 105,5 103,0 106,0 | 261,0 69,3 59,7 63,5 68,5 | 10 9 10        | niet geplaatst | niet geplaatst | niet geplaatst | niet geplaatst | 10     |

Vrouwen
| Naam          | Onderdeel      | Eerste sprong | Eerste sprong | Eerste sprong | Tweede sprong  | Tweede sprong  | Tweede sprong  | Totaal         | Totaal |
| Naam          | Onderdeel      | Afstand       | Score         | Rang          | Afstand        | Score          | Rang           | Score          | Rang   |
| ------------- | -------------- | ------------- | ------------- | ------------- | -------------- | -------------- | -------------- | -------------- | ------ |
| Anna Hoffmann | Normale schans | 64,5          | 36,2          | 37            | niet geplaatst | niet geplaatst | niet geplaatst | niet geplaatst | 37     |

### Shorttrack
Mannen
| Naam           | Onderdeel | Series   | Series | Kwartfinale | Kwartfinale | Halve finale   | Halve finale   | Finale         | Finale         |
| Naam           | Onderdeel | Tijd     | Rang   | Tijd        | Rang        | Tijd           | Rang           | Tijd           | Rang           |
| -------------- | --------- | -------- | ------ | ----------- | ----------- | -------------- | -------------- | -------------- | -------------- |
| Andrew Heo     | 1000 m    | 1:24,106 | 2      | 1:24,603    | 1           | 1:24,023       | 3              | 1:36,140       | 7              |
| Andrew Heo     | 1500 m    | n.v.t.   | n.v.t. | 2:19,482    | 5           | niet geplaatst | niet geplaatst | niet geplaatst | niet geplaatst |
| Ryan Pivirotto | 500 m     | 41,018   | 3      | 41,841      | 4           | niet geplaatst | niet geplaatst | niet geplaatst | niet geplaatst |
| Ryan Pivirotto | 1000 m    | 1:54,437 | 2      | 2:08,364    | 4           | niet geplaatst | niet geplaatst | niet geplaatst | niet geplaatst |
| Ryan Pivirotto | 1500 m    | n.v.t.   | n.v.t. | PEN         | PEN         | niet geplaatst | niet geplaatst | niet geplaatst | niet geplaatst |

Vrouwen
| Naam                                                               | Onderdeel | Series   | Series | Kwartfinale    | Kwartfinale    | Halve finale   | Halve finale   | Finale         | Finale         |
| Naam                                                               | Onderdeel | Tijd     | Rang   | Tijd           | Rang           | Tijd           | Rang           | Tijd           | Rang           |
| ------------------------------------------------------------------ | --------- | -------- | ------ | -------------- | -------------- | -------------- | -------------- | -------------- | -------------- |
| Maame Biney                                                        | 500 m     | 42,919   | 3      | 46,099         | 3              | niet geplaatst | niet geplaatst | niet geplaatst | niet geplaatst |
| Maame Biney                                                        | 1000 m    | 1:27,859 | 1      | 1:29,225       | 2              | 1:28,806       | 4              | 1:30,736       | 9              |
| Julie Letai                                                        | 1500 m    | n.v.t.   | n.v.t. | 2:36,214       | 5 (ADV)        | 2:23,315       | 8              | niet geplaatst | niet geplaatst |
| Kristen Santos                                                     | 500 m     | 43,579   | 1      | PEN            | PEN            | niet geplaatst | niet geplaatst | niet geplaatst | niet geplaatst |
| Kristen Santos                                                     | 1000 m    | 1:28,237 | 1      | 1:28,393       | 1              | 1:26,783       | 1              | 1:42,745       | 4              |
| Kristen Santos                                                     | 1500 m    | n.v.t.   | n.v.t. | 2:21,027       | 1              | 2:31,067       | 5              | 2:45,492       | 9              |
| Corinne Stoddard                                                   | 500 m     | DNF      | DNF    | niet geplaatst | niet geplaatst | niet geplaatst | niet geplaatst | niet geplaatst | niet geplaatst |
| Corinne Stoddard                                                   | 1000 m    | 1:27,528 | 3      | 1:28,471       | 3              | 1:27,626       | 4              | 1:29,845       | 7              |
| Corinne Stoddard                                                   | 1500 m    | n.v.t.   | n.v.t. | 2:33,329       | 3              | 2:22,632       | 6              | niet geplaatst | niet geplaatst |
| Maame Biney Eunice Lee Julie Letai Kristen Santos Corinne Stoddard | Relay     | n.v.t.   | n.v.t. | n.v.t.         | n.v.t.         | 4:06,098       | 4              | PEN            | PEN            |

Gemengd
| Naam                                                 | Onderdeel | Kwartfinale | Kwartfinale | Halve finale | Halve finale | Finale         | Finale         |
| Naam                                                 | Onderdeel | Tijd        | Rang        | Tijd         | Rang         | Tijd           | Rang           |
| ---------------------------------------------------- | --------- | ----------- | ----------- | ------------ | ------------ | -------------- | -------------- |
| Kristen Santos Maame Biney Andrew Heo Ryan Pivirotto | Relay     | 2:39,043    | 3           | PEN          | PEN          | niet geplaatst | niet geplaatst |

### Skeleton
| Naam            | Onderdeel | Run 1   | Run 1 | Run 2   | Run 2 | Run 3   | Run 3 | Run 4          | Run 4          | Totaal         | Totaal |
| Naam            | Onderdeel | Tijd    | Rang  | Tijd    | Rang  | Tijd    | Rang  | Tijd           | Rang           | Tijd           | Rang   |
| --------------- | --------- | ------- | ----- | ------- | ----- | ------- | ----- | -------------- | -------------- | -------------- | ------ |
| Andrew Blaser   | Mannen    | 1:01,80 | 20    | 1:02,08 | 21    | 1:02,10 | 22    | niet geplaatst | niet geplaatst | niet geplaatst | 21     |
| Kelly Curtis    | Vrouwen   | 1:02,94 | 19    | 1:03,05 | 16    | 1:03,24 | 23    | niet geplaatst | niet geplaatst | niet geplaatst | 21     |
| Katie Uhlaender | Vrouwen   | 1:02,41 | 9     | 1:02,46 | 8     | 1:02,15 | 6     | 1:02,21        | 5              | 4:09,23        | 6      |

### Snowboarden
Big air
| Naam             | Onderdeel | Kwalificatie | Kwalificatie | Kwalificatie | Kwalificatie | Kwalificatie | Finale         | Finale         | Finale         | Finale         | Finale         |
| Naam             | Onderdeel | Sprong 1     | Sprong 2     | Sprong 3     | Totaal       | Rang         | Sprong 1       | Sprong 2       | Sprong 3       | Totaal         | Rang           |
| ---------------- | --------- | ------------ | ------------ | ------------ | ------------ | ------------ | -------------- | -------------- | -------------- | -------------- | -------------- |
| Chris Corning    | Mannen    | 64,25        | 17,50        | 81,75        | 146,00       | 10           | 92,00          | 35,50          | 64,00          | 156,00         | 7              |
| Sean Fitzsimons  | Mannen    | 53,25        | 68,75        | 16,25        | 122,00       | 17           | niet geplaatst | niet geplaatst | niet geplaatst | niet geplaatst | 17             |
| Redmond Gerard   | Mannen    | 75,50        | 80,00        | 78,75        | 158,75       | 3            | 82,50          | 19,25          | 83,25          | 165,75         | 5              |
| Dusty Henricksen | Mannen    | 23,00        | 72,75        | 20,75        | 93,50        | 21           | niet geplaatst | niet geplaatst | niet geplaatst | niet geplaatst | 21             |
| Jamie Anderson   | Vrouwen   | 30,00        | 29,50        | 89,75        | 119,75       | 15           | niet geplaatst | niet geplaatst | niet geplaatst | niet geplaatst | 15             |
| Hailey Langland  | Vrouwen   | 62,00        | 65,50        | 21,25        | 127,50       | 12           | 25,25          | 31,00          | 22,25          | 53,25          | 12             |
| Julia Marino     | Vrouwen   | DNS          | DNS          | DNS          | DNS          | DNS          | niet geplaatst | niet geplaatst | niet geplaatst | niet geplaatst | niet geplaatst |
| Courtney Rummel  | Vrouwen   | 44,75        | 56,25        | 38,75        | 101,00       | 19           | niet geplaatst | niet geplaatst | niet geplaatst | niet geplaatst | 19             |

Halfpipe
| Naam          | Onderdeel | Kwalificatie | Kwalificatie | Kwalificatie | Kwalificatie | Finale         | Finale         | Finale         | Finale         | Finale |
| Naam          | Onderdeel | Run 1        | Run 2        | Beste        | Rang         | Run 1          | Run 2          | Run 3          | Beste          | Rang   |
| ------------- | --------- | ------------ | ------------ | ------------ | ------------ | -------------- | -------------- | -------------- | -------------- | ------ |
| Lucas Foster  | Mannen    | 42,00        | 21,50        | 42,00        | 17           | niet geplaatst | niet geplaatst | niet geplaatst | niet geplaatst | 17     |
| Taylor Gold   | Mannen    | 81,25        | 83,50        | 83,50        | 7            | 81,75          | 25,00          | 20,00          | 81,75          | 5      |
| Chase Josey   | Mannen    | 15,75        | 69,50        | 69,50        | 12           | 62,50          | 23,00          | 79,50          | 79,50          | 7      |
| Shaun White   | Mannen    | 24,25        | 86,25        | 86,25        | 4            | 72,00          | 85,00          | 14,75          | 85,00          | 4      |
| Zoe Kalapos   | Vrouwen   | 20,00        | 51,75        | 51,75        | 17           | niet geplaatst | niet geplaatst | niet geplaatst | niet geplaatst | 17     |
| Chloe Kim     | Vrouwen   | 87,75        | 8,75         | 87,75        | 1            | 94,00          | 27,00          | 26,25          | 94,00          | Goud   |
| Maddie Mastro | Vrouwen   | 65,75        | 51,50        | 65,75        | 13           | niet geplaatst | niet geplaatst | niet geplaatst | niet geplaatst | 13     |
| Tessa Maud    | Vrouwen   | 53,50        | 10,00        | 53,50        | 16           | niet geplaatst | niet geplaatst | niet geplaatst | niet geplaatst | 16     |

Parallelreuzenslalom
| Naam         | Onderdeel | Kwalificatie | Kwalificatie | Achtste finale    | Kwartfinale       | Halve finale      | Finale            | Finale |
| Naam         | Onderdeel | Tijd         | Rang         | Tegenstander Tijd | Tegenstander Tijd | Tegenstander Tijd | Tegenstander Tijd | Rang   |
| ------------ | --------- | ------------ | ------------ | ----------------- | ----------------- | ----------------- | ----------------- | ------ |
| Robby Burns  | Mannen    | 1:36,22      | 31           | niet geplaatst    | niet geplaatst    | niet geplaatst    | niet geplaatst    | 31     |
| Cody Winters | Mannen    | 1:27,80      | 29           | niet geplaatst    | niet geplaatst    | niet geplaatst    | niet geplaatst    | 29     |

Slopestyle
| Naam             | Onderdeel | Kwalificatie | Kwalificatie | Kwalificatie | Kwalificatie | Finale         | Finale         | Finale         | Finale         | Finale |
| Naam             | Onderdeel | Run 1        | Run 2        | Beste        | Rang         | Run 1          | Run 2          | Run 3          | Beste          | Rang   |
| ---------------- | --------- | ------------ | ------------ | ------------ | ------------ | -------------- | -------------- | -------------- | -------------- | ------ |
| Chris Corning    | Mannen    | 48,48        | 69,30        | 69,30        | 11           | 31,58          | 20,78          | 65,11          | 65,11          | 6      |
| Sean Fitzsimons  | Mannen    | 78,76        | 26,75        | 78,76        | 3            | 29,48          | 29,61          | 26,61          | 29,61          | 12     |
| Redmond Gerard   | Mannen    | 78,20        | 43,95        | 78,20        | 5            | 83,25          | 71,86          | 28,65          | 83,25          | 4      |
| Dusty Henricksen | Mannen    | 37,46        | 58,46        | 58,46        | 17           | niet geplaatst | niet geplaatst | niet geplaatst | niet geplaatst | 17     |
| Jamie Anderson   | Vrouwen   | 74,35        | 53,26        | 74,35        | 5            | 22,98          | 60,78          | 36,88          | 60,78          | 9      |
| Hailey Langland  | Vrouwen   | 28,31        | 68,71        | 68,71        | 9            | 32,05          | 48,35          | 29,93          | 48,35          | 11     |
| Julia Marino     | Vrouwen   | 2,91         | 71,78        | 71,78        | 6            | 30,61          | 87,68          | 60,35          | 87,68          | Zilver |
| Courtney Rummel  | Vrouwen   | 37,18        | 48,30        | 48,30        | 17           | niet geplaatst | niet geplaatst | niet geplaatst | niet geplaatst | 17     |

Snowboardcross
| Naam                                | Onderdeel | Plaatsingsronde | Plaatsingsronde | Plaatsingsronde | Plaatsingsronde | Plaatsingsronde | Plaatsingsronde | Achtste finale | Kwartfinale    | Halve finale   | Finale         | Finale         |
| Naam                                | Onderdeel | Run 1           | Run 1           | Run 2           | Run 2           | Snelste         | Rang            | Achtste finale | Kwartfinale    | Halve finale   | Finale         | Finale         |
| Naam                                | Onderdeel | Tijd            | Rang            | Tijd            | Rang            | Snelste         | Rang            | Plaats         | Plaats         | Plaats         | Plaats         | Rang           |
| ----------------------------------- | --------- | --------------- | --------------- | --------------- | --------------- | --------------- | --------------- | -------------- | -------------- | -------------- | -------------- | -------------- |
| Nick Baumgartner                    | Mannen    | 1:18,01         | 10              | bye             | bye             | 1:18,01         | 10              | 2              | 3              | niet geplaatst | niet geplaatst | niet geplaatst |
| Mick Dierdorff                      | Mannen    | 1:19,66         | 24              | 1:18,64         | 4               | 1:18,64         | 20              | 1              | DNF            | niet geplaatst | niet geplaatst | niet geplaatst |
| Hagen Kearney                       | Mannen    | 1:17,81         | 7               | bye             | bye             | 1:17,81         | 7               | 3              | niet geplaatst | niet geplaatst | niet geplaatst | niet geplaatst |
| Jake Vedder                         | Mannen    | 1:18,83         | 18              | 1:17,88         | 2               | 1:17,88         | 18              | 1              | 2              | 3              | niet geplaatst | 6              |
| Stacy Gaskill                       | Vrouwen   | 1:23,14         | 4               | bye             | bye             | 1:23,14         | 4               | 1              | 2              | 4              | niet geplaatst | 7              |
| Faye Gulini                         | Vrouwen   | 1:23,98         | 7               | bye             | bye             | 1:23,98         | 7               | 1              | 4              | niet geplaatst | niet geplaatst | niet geplaatst |
| Lindsey Jacobellis                  | Vrouwen   | 1:23,44         | 5               | bye             | bye             | 1:23,44         | 5               | 1              | 1              | 1              | 1              | Goud           |
| Meghan Tierney                      | Vrouwen   | 1:25,16         | 16              | bye             | bye             | 1:25,16         | 16              | 2              | 3              | niet geplaatst | niet geplaatst | niet geplaatst |
| Nick Baumgartner Lindsey Jacobellis | Gemengd   | n.v.t.          | n.v.t.          | n.v.t.          | n.v.t.          | n.v.t.          | n.v.t.          | n.v.t.         | 1              | 2              | 1              | Goud           |